# Jabal ‘Ilbah
Jabal ‘Ilbah är ett berg i Egypten.   Det ligger i guvernementet Al-Bahr al-Ahmar, i den sydöstra delen av landet, 1 000 km sydost om huvudstaden Kairo. Toppen på Jabal ‘Ilbah är 1 003 meter över havet, eller 78 meter över den omgivande terrängen. Bredden vid basen är 0,63 km.
Terrängen runt Jabal ‘Ilbah är varierad.  Trakten runt Jabal ‘Ilbah är nära nog obefolkad, med mindre än två invånare per kvadratkilometer. Det finns inga samhällen i närheten. Trakten runt Jabal ‘Ilbah är ofruktbar med lite eller ingen växtlighet.